# 長野村 (静岡県)
長野村（ながのむら）は静岡県の西部、豊田郡・磐田郡に属していた村である。磐田市中心部南方、仿僧川沿岸にあたり、わずかに遠州灘に面する。

## 地理
- 河川 ：仿僧川[1]

## 歴史
- 1889年（明治22年）4月1日 - 町村制の施行により、小島村、真光寺村、長須賀村、刑部島村、前野村、新島村、白拍子村、草崎村、野箱村、鮫島村が合併して豊田郡長野村が発足。
- 1896年（明治29年）4月1日 - 郡制の施行により所属郡が磐田郡に変更。
- 1955年（昭和30年）4月1日 - 磐田市に編入。同日長野村廃止。

## 交通

### 道路
- 国道150号